# Osobłoga Rzepecka
Osobłoga Rzepecka – struga na ziemi prudnickiej, w południowo-zachodniej Polsce, w województwie opolskim, powiatach prudnickim i krapkowickim, gminach Głogówek i Krapkowice. Odnoga rzeki Osobłoga, długości 8 km.
Odnoga rozpoczyna swój bieg między wsią Mochów i miastem Głogówek. Przepływa w rejonie miejscowości Rzepcze, Kierpień, Chmielnik, Nowy Dwór Prudnicki i Kórnica. Na zachód od wsi Kórnica uchodzi z powrotem do rzeki Osobłoga.